# Enhagen-Ekbacken
Enhagen-Ekbacken – miejscowość (tätort) w Szwecji, w regionie administracyjnym (län) Västmanland, w gminie Västerås.
Według danych Szwedzkiego Urzędu Statystycznego liczba ludności wyniosła: 1091 (31 grudnia 2015), 1091 (31 grudnia 2018) i 1095 (31 grudnia 2019).